# نامه‌ای درباره بردباری

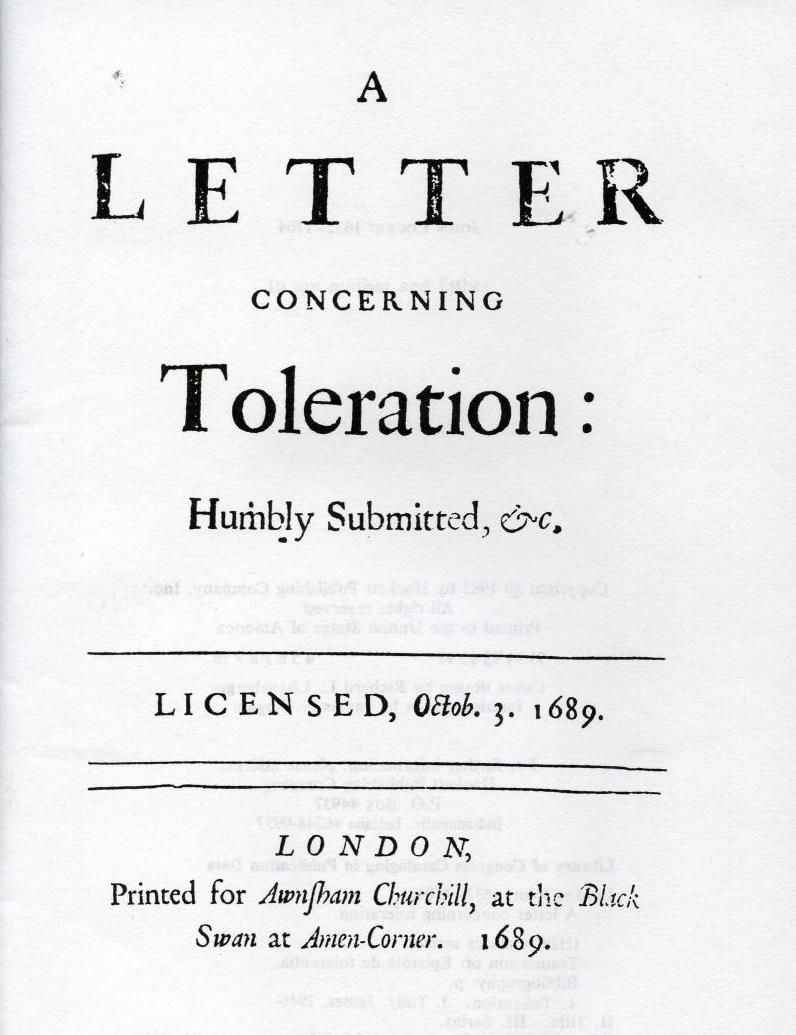
صفحه عنوان چاپ اول نامه ای در مورد مدارا.

نامه‌ای در باب تساهل یا نامه‌ای دربارهٔ بردباری یا نامه‌ای دربارهٔ رواداری (به لاتین: Epistola de tolerantia) نوشته جان لاک در ابتدا در سال ۱۶۸۹ منتشر شد. انتشار اولیه آن به زبان لاتین بود و بلافاصله به زبان‌های دیگر ترجمه شد. آثار لاک در میان ترس از اینکه کلیسای کاتولیک ممکن است بر انگلستان مسلط شود ظاهر شد و با پیشنهاد مدارای مذهبی به عنوان پاسخ به مشکل دین و حکومت نوشته شد. این «نامه» خطاب به یک «آقای محترم» ناشناس است: این در واقع دوست صمیمی لاک فیلیپ ون لیمبورخ بود که بدون اطلاع لاک آن را منتشر کرد.

## پیش‌زمینه
در پی کشف قطعه خانه چاودار و آزار و اذیت چارلز دوم از ویگ‌ها، لاک در سپتامبر ۱۶۸۳ از انگلستان به آمستردام در جمهوری هلند گریخت لاک در طول زندگی خود به بحث در مورد رواداری مذهبی علاقه نشان داده بود. این سؤال در زمان اقامت لاک در هلند بسیار مورد بحث قرار گرفت و در اکتبر ۱۶۸۵ لوئی چهاردهم فرانسه فرمان نانت، که تساهل مذهبی را برای پروتستان‌های فرانسوی تضمین می‌کرد، لغو کرد.
در جمهوری هلند، لاک با فیلیپ ون لیمبورخ، پروفسور الوهیت ملاقات کرد، و این گفتگو با لیمبورخ بود که لاک را متقاعد کرد که کار خود را در جستاری در خصوص فاهمهٔ بشری به‌طور موقت کنار بگذارد و ایده‌های خود را در مورد مدارا مطرح کند. لاک نامه را در زمستان ۱۶۸۵–۱۶۸۶ نوشت.

## برهانِ نامه
لاک، یکی از بنیانگذاران تجربه گرایی، فلسفه ای را توسعه می‌دهد که برخلاف فلسفه ای که توماس هابز در لویاتان بیان کرده‌است، در حمایت از تساهل برای فرقه‌های مختلف مسیحی است. با این حال، هابز به افراد اجازه داد تا عقاید مذهبی خود را تا زمانی که در ظاهر باورهای دولتی را بیان می‌کنند، حفظ کنند، و استدلال شده‌است که رد امپریالیسم کاتولیک توسط لاک مبنای نهایی رد علاقه دولت به رستگاری معنوی بود. لاک استدلال کرد: «آن کلیسا حق ندارد توسط قاضی مدارا شود، که به گونه‌ای تشکیل شده‌است که همه کسانی که وارد آن می‌شوند به‌طور مستقیم به وفاداری و خدمت شاهزاده دیگری می‌روند». اگر این امر قابل تحمل بود، «قاضی دادگاه فضا را برای یک صلاحیت قضایی خارجی در قلمرو خود باز می‌کند و … به مردم خود اجازه می‌دهد تا به عنوان سرباز علیه دولت خود ثبت نام کنند». مورخان این را به عنوان اشاره ای به کلیسای کاتولیک تفسیر کرده‌اند و پاپ شاهزاده ای است که کاتولیک‌ها به او وفاداری می‌کنند.
با این حال، اخیراً محققان این ایده را به چالش کشیده‌اند که لاک با تحمل کاتولیک‌ها در هر شرایطی مخالف است. مارک گلدی استدلال می‌کند که تفسیر سنتی موضع لاک در مورد کاتولیک‌ها «نیاز به دقت دارد، زیرا او در واقع امکان نظری مدارا با کاتولیک‌ها را رد نکرد… اگر کاتولیک‌ها بتوانند عقاید غیرمدنی خود را کنار بگذارند، می‌توان آنها را تحمل کرد». گلدی ادعا می‌کند که لاک نه با کاتولیکیسم، بلکه با برقانونی مخالف بود، این عقیده که قوانین اخلاقی معمولی جایگزین حقیقت دینی می‌شوند. اسکات سوربی همچنین ادعا می‌کند که لاک این احتمال را که کاتولیک‌ها در صورت پذیرش اصول مدارا و رد وفاداری سیاسی به پاپ، قابل تحمل باشند را باز گذاشته‌است.
جان مارشال استدلال می‌کند که تعدادی از قسمت‌های نامه نشان می‌دهد که لاک معتقد بود کاتولیک‌ها «از نظر عبادت و اعتقادات گمانه‌زنی مذهبی… سزاوار عبادتشان رایگان هستند». مارشال همچنین خاطرنشان می‌کند که «ترکیب نظرات لاک در نامه نشان می‌دهد که در طول نگارش [آن]. . . لاک بار دیگر در حال مبارزه بود که چگونه بین یک سری اصول سیاسی مرتبط که برای او کاتولیک‌ها را غیرقابل تحمل می‌کرد و عبادت مذهبی و سایر باورهای مذهبی کاتولیک‌ها که شایسته تحمل بود، تمایز قائل شود.» به نظر می‌رسد تأیید این مواضع از کشف یک دست نوشته ناشناخته در سال ۲۰۱۹، مربوط به سال‌های ۸–۱۶۶۷، با عنوان Reason for tolerateing Papists equally with others است، که در آن لاک اولین استدلال‌های خود را برای تساهل مذهبی بیان می‌کند.
در یکی از آخرین پاراگراف‌ها، لاک علیه ملحدان استدلال کرد: «در نهایت، کسانی که وجود خدا را انکار می‌کنند، اصلاً قابل تحمل نیستند. وعده‌ها، عهدها و سوگندها، که پیوندهای جامعه بشری است، نمی‌تواند بر یک ملحد تأثیر بگذارد. ربودن خدا، هر چند اما حتی در اندیشه، همه را از بین می‌برد. علاوه بر این، کسانی که با الحاد خود همه دین را تضعیف و نابود می‌کنند، نمی‌توانند تظاهر به دین داشته باشند تا امتیاز یک مدارا را به چالش بکشند. در مورد سایر عقاید عملی، اگرچه مطلقاً عاری از هرگونه خطا نیست، اگر تمایلی به ایجاد تسلط بر دیگران، یا مصونیت مدنی برای کلیسایی که در آن آموزش داده می‌شوند، نباشند، دلیلی وجود ندارد که آنها را تحمل نکنیم.» این نقد همه گونه‌های الحادی فلسفه و همه تلاش‌ها برای استنتاج اخلاق و قوانین طبیعی را از مقدمات صرفاً سکولار کنار گذاشت. همچنین قطعه‌ای در نسخه بعدی مقاله دربارهٔ درک بشر اضافه شده‌است، جایی که لاک احتمالاً این سؤال را مطرح می‌کند که «آیا «الحاد» لزوماً با اطاعت سیاسی مخالف است یا خیر.
مدارا در فلسفه سیاسی لاک نقش اساسی دارد. در نتیجه، تنها کلیساهایی که مدارا را آموزش می‌دهند باید در جامعه او مجاز باشند. دیدگاه لاک در مورد دشواری شناخت یک دین واقعی ممکن است نشان دهد که دین شخصاً برای لاک مهم نیست، اما همچنین ممکن است به عدم اطمینان عمیق پیرامون اعتقاد مذهبی در زمان درگیری سیاسی و فکری اشاره کند. در مقابل، دیدگاه لاک در مورد بی خدایی نشان می‌دهد که او به دور از تلقی دین به عنوان بی‌اهمیت بوده‌است. او به‌عنوان یک تجربه‌گرا، ملاحظات عملی را در نظر گرفت، مانند اینکه چگونه آرامش جامعه مدنی تحت تأثیر مدارای مذهبی قرار می‌گیرد. مطالعه دقیق متن همچنین نشان می‌دهد که لاک در چندین نقطه کلیدی استدلال خود بر تحلیل کتاب مقدس تکیه می‌کند.

## بازخورد
پاسخ‌های فوری از سوی روحانیون آنگلیکان کلیسای عالی دریافت شد که توسط توماس لانگ و جوناس پروست منتشر شد. مدت‌ها بر این باور بودند که این نامه توسط یک توطئه‌گر برای ترویج بی‌خدایی نوشته شده‌است تا کلیسای کاتولیک روم با ایجاد هرج و مرج و ویرانی، در کلیسا و دولت تسلط پیدا کند. پروست به نامه حمله کرد و از این دیدگاه دفاع کرد که دولت حق دارد از زور استفاده کند تا مخالفان را وادار به تأمل در مورد شایستگی‌های انگلیکان، یعنی دین واقعی کند. پاسخ لاک به پروست تبدیل به یک تبادل گسترده و بحث‌برانگیز شد.

## برگردان به فارسی
| نام کتاب            | نویسنده | ناشر         | بازگرداننده        | گوینده     |
| ------------------- | ------- | ------------ | ------------------ | ---------- |
| نامه‌ای در باب تساهل | جان لاک | نشر نی       | شیرزاد گلشاهی کریم | _          |
| نامه‌ای در باب تساهل | جان لاک | استودیو نوار | شیرزاد گلشاهی کریم | شهاب ایلکا |